# Siralomház

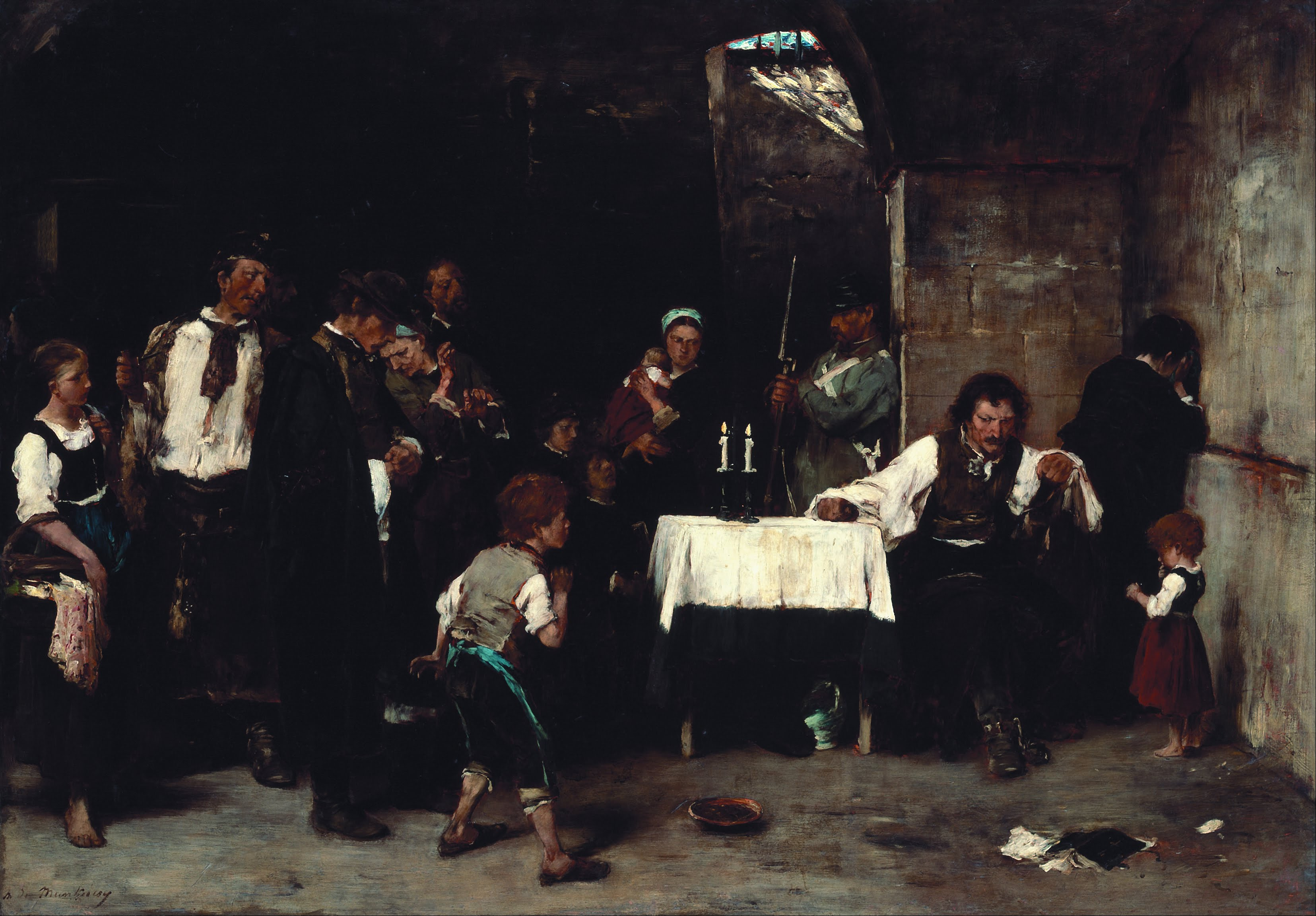
Munkácsy Mihály: Siralomház (1870)

A siralomház, más néven halálsor a halálbüntetést alkalmazó legtöbb országban azon elkülönített speciális lakókörlet a büntetés-végrehajtási intézetekben, ahol a halálraítélteket helyezik el az ítélet végrehajtásáig vagy mindaddig, amíg a fellebbezések folyamán enyhébb büntetést nem kapnak, esetleg fel nem mentik őket.

## Siralomházak általában
Az ókorban és a középkorban a börtönbüntetés szinte egyet jelentett a siralomházzal, mivel akkoriban a kivégzésen vagy a kényszermunkán, esetleg a kínzásokkal tűzdelt csonkításokon kívül más büntetés-végrehajtási módot nem alkalmaztak, ill. ha nem is végezték ki a fogvatartottakat, azt idővel a mai értelemben vett börtönnek még kis túlzással sem nevezhető tömlöcökben az embertelen körülmények elvégezték.
A halálraítéltek szinte mindegyike fellebbez az elsőfokú és akár többedfokú ítélet ellen is, így a perük újratárgyalása akár évekig is húzódhat, ez idő alatt továbbra is a siralomházban tartják őket fogva mindaddig, amíg enyhébb ítéletet nem kapnak vagy fel nem mentik őket vagy végső esetben további fellebbezésnek már nincs lehetősége, a halálos ítélet végleges. A fellebbezés folyamata során a halálraítélt létbizonytalanságban él, hiszen nem tudhatja, hogy kegyelmet fog-e kapni vagy végrehajtják-e rajta az ítéletet és mikor. Ez a tortúra hosszú évekig, akár évtizedekig is húzódhat, ami kikezdi a fogvatartott fizikai és pszichikai egészségét. Sokan öngyilkosok lesznek, bár ezt a börtönőrök folyamatos őrzéssel (pl. zárkánként kamerával) próbálják megelőzni.
A 20. század első kétharmadáig a siralomház csupán annyiban különbözött a többi büntetés-végrehajtási rezsimtől, hogy egyszemélyes zárkákban tartották fogva a halálraítélteket, illetve valamivel fokozottabban őrizték őket. Napjainkra tulajdonképpen nem is változott ez a rendszer. A siralomházak a büntetés-végrehajtási intézményben elkülönítve és az ott lakó elítéltek fogvatartott társaiktól teljesen elzárva vannak egyszemélyes zárkáikban, programokban nem vehetnek részt, a beszélőn a látogatókat hermetikusan elzárják tőlük és naponta egyszer lehetnek szabad levegőn, de akkor is egy falakkal körülvett, pár négyzetméteres sétálóban. A jogerősen halálraítélteknél nevelésről már nem lehet beszélni, rehabilitációjuk nem lehetséges (illetve nincs értelme), a társadalomba már sosem térhetnek vissza, így motivációjuk alig van, gyakorlatilag már nincsen vesztenivalójuk, még akkor sem kaphatnak súlyosabb büntetést, ha újabb embert gyilkolnának meg, ezért az ő őrzésük a legveszélyesebb a büntetés-végrehajtási intézményekben, velük szemben a legszigorúbb biztonsági intézkedéseket léptetik életbe a büntetés-végrehajtási intézetek. A siralomházban csak a tapasztalt börtönőrök teljesíthetnek szolgálatot, valamint a kivégzést is adott esetben ők hajtják végre.

## Siralomházak Magyarországon
Magyarországon 1989 óta nincsen halálbüntetés, így a börtönökben már nincsen szükség speciális körletre a halálra ítélteknek. A nagyobb hazai börtönökben (pl. a budapesti Gyűjtőfogház, Vác, Márianosztra, Szeged, Sopronkőhida) mind volt siralomház és hajtottak is végre halálos ítéleteket: kizárólag akasztást.
A tényleges életfogytiglani szabadságvesztésre ítélt férfiak főszabály szerint a Szegedi Fegyház és Börtön (az ún. „Csillag”) fegyházépületének (csillag épület) harmadik emeletén található hosszúidejű speciális rezsimű körleten (HSR körlet), illetve a Budapesti Fegyház és Börtön "A" objektumában kezdik meg büntetésük letöltését, de fogad már "tészeseket" Sopronkőhida és Sátoraljaújhely is. Az életfogytig tartó (inkluzíve tényleges életfogytiglani) szabadságvesztésre ítélt nőket Kalocsán helyezik el. 

## Siralomházak más országokban

### USA
Az Amerikai Egyesült Államokban 2008-ban 3263-an raboskodtak siralomházban, ezek közül a legtöbben Texas államban. A legöregebb fogvatartott, aki siralomházban várta az ítéletének végrehajtását a 94 éves Leroy Nash volt (2010 februárjában természetes halállal hunyt el), őt 1983-ban ítélték halálra emberölésért. A legrégebb óta (2007-ben) siralomházban raboskodó fogvatartott Joe Clarence Smith, akit 1977-ben ítéltek halálra gyilkosságért.
A halálbüntetést alkalmazó államok börtöneinek többségében általában a kivégzés előtti néhány órát az elítélt egy másik zárkában, egy ún. előkészítőben tölti, ahol egy ágyon és egy illemhelyiségen kívül más nincsen. Orvosok vizsgálják meg többször is, szükség esetén nyugtatókat kap, beszélhet a lelkésszel és pontosan ismertetik vele, hogy mi hogy fog történni. Megfürdik és frissen mosott egyenruhát vetetnek fel vele, majd átkísérik a vesztőhelyre, melyet már napokkal korábban felkészítenek, kitakarítanak, elpróbálják a kivégzést. Az utóbbi időkben méreginjekciós kivégzéseket hajtanak végre, némely államban még használnak gázkamrát. Ezen eszközök egy külön teremben foglalnak helyet, általában a siralomház-körlettel egy épületben. A börtönőrök beszíjazzák az elítéltet, majd szólhat az utolsó szó jogán (a legtöbben élnek ezzel), majd az elítéltet magára hagyják a kivégzőszobában. Ekkor egy orvos vagy börtönőr végrehajtja az ítéletet: megindítják a mérget a szervezetébe egy géppel vagy elárasztják a kamrát gázzal.

### Diktatórikus és/vagy fejlődő országokban
A diktatórikus berendezkedésű országokban különösebben nem foglalkoznak a halálraítéltek túlzott izolációjával a börtönben, lévén, hogy az ítélet kihirdetése után pár nappal vagy akár azonnal végre is hajtják a kivégzést, ami általában akasztás vagy golyó általi halál.

## Hírhedt siralomházzal is rendelkező börtönök
- San Quentin Állami Börtön, USA, Kalifornia[11]
- Gyűjtő, Budapest, Magyarország[12] (1989-ig)
- Doberdo, Váci Fegyház és Börtön, Vác, Magyarország (ma már börtönmúzeum)[13]

## Siralomházak ismertebb lakói
- Ted Bundy – sorozatgyilkos; egy néhány hónapos szökéstől eltekintve 10 évet töltött siralomházban, majd kivégezték
- John Wayne Gacy – sorozatgyilkos; 14 évet töltött siralomházban, majd kivégezték
- Aileen Wuornos – női sorozatgyilkos; 10 évet töltött siralomházban, majd kivégezték
- Charles Manson – sorozatgyilkos; halálbüntetését életfogytiglanra enyhítették, így kikerült a siralomházból

## Siralomház a művészetekben
- Stephen King The Green Mile c. regénye és az abból készült film a magyar forgalmazásban A halálsoron címmel vált ismertté, és egy siralomházban játszódik.

## Fordítás
- Ez a szócikk részben vagy egészben a Death Row című angol Wikipédia-szócikk fordításán alapul.  Az eredeti cikk szerkesztőit annak laptörténete sorolja fel. Ez a jelzés csupán a megfogalmazás eredetét és a szerzői jogokat jelzi, nem szolgál a cikkben szereplő információk forrásmegjelöléseként.

## Szakirodalom
- Balogh László, dr. Banka Lajos, …: Büntetésvégrehajtási jog II. - Főiskolai tankönyv, BM Oktatási és Közművelődési Csoportfőnökség-IM Büntetésvégrehajtás Országos Parancsnoksága, Budapest, 1983, pp. 49–52.
- Az Igazságügyminiszter utasítása a büntetésvégrehajtási szabályzat végrehajtásáról I-V., Budapest, 1981, pp. 92–94.
- Szemere Bertalan: A büntetésről s különösebben a halálbüntetésről, Halálbüntetést Ellenzők Ligája, 1990
- Albert Camus, Arthur Koestler, E. Müller-Meiningen: Die Rache ist mein - Theorie und Praxis der Todesstrafe, Ernst Battenberg Verlag, Stuttgart, 1961

## Külső hivatkozások
- A Texas Államban halálra ítélt fogvatartottak listája és adataik
- Siralomházban fogvatartottak az USA-ban 2002-ben államok szerint (térkép)
- Egy dia-videó a siralomházról és a kivégzésekről (fotóválogatás filmekből)
- Interjú Charles Manson-nal a siralomházban 1972-ben
- Pradlik György az utolsó magyarországi hóhér